# North American Man/Boy Love Association

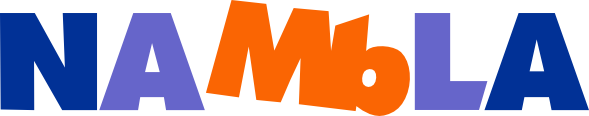
Nambla logo

De North American Man/Boy Love Association (Nambla) is een controversiële Noord-Amerikaanse organisatie, opgericht in 1978, die seks tussen mannen en minderjarige jongens goedkeurt en verdedigt, zolang het met wederzijdse toestemming gebeurt. Minderjarig wil in dit verband zeggen: jonger dan 16 jaar (in Nederland), en niet 18 jaar.
Deze organisatie diende als inspiratie voor de Turbonegro-klassieker Midnight Nambla, alsook voor een aflevering van South Park (Cartman Joins NAMBLA).
In 1994 werd de organisatie, tezamen met geestverwante organisaties als Vereniging MARTIJN en Project Truth uit de International Lesbian and Gay Association (ILGA) gezet. Dit nadat de conservatieve senator Jesse Helms had gedreigd een resolutie in te dienen waarin gesteld werd dat de Verenigde Staten de financiële bijdrage aan de Verenigde Naties zou stopzetten indien de banden met organisatie die seks met minderjarigen promoten niet zouden worden verbroken. Bovendien had Jesse Helms de ILGA een afname van hun waarnemersstatus bij de UNESCO in het vooruitzicht gesteld indien het "organisaties van pedoseksuelen" zou blijven ondersteunen.